# ICE (アニメ)
『ICE』（アイス）は、2007年にバンダイビジュアルよりリリースされたOVA作品。全3巻。2008年11月29日には、池袋テアトルダイヤで再編集完全版『ICE〈劇場版〉』が限定レイトショー公開された。

## 解説
『シックス・エンジェルズ』に続いて秋元康と小林誠がタッグを組んだ作品であり、戦う女性(少女)をメインモチーフとして描く（秋元の原作＝イメージを小林が映像として具現化する）という点で同作の流れを汲む作品といえる。スタッフについても『シックス・エンジェルズ』の脚本を担当した平野靖士が参加、キャストにも小林がファンだと公言する間宮くるみ、そして石田彰など『シックス・エンジェルズ』に参加した面々が見受けられる。
秋元による企画ということから、当時はまだブレイク前だったAKB48のメンバーが多数キャスティングされている。

## あらすじ
近未来、すべての男性が死に絶え、わずか2万人の女性が新宿に遺された世界。ゆっくりと、しかし確実に滅び行く世界において、女性のみで生殖を可能にする技術「ICE」をめぐり、少女たちが闘いを繰り広げる。

## キャスト
- ヒトミ：皆川純子
- ユキ：小野恵令奈（AKB48）
- サツキ：間宮くるみ
- キサラギ：鳳芳野
- ジュリア：石田彰
- リンネ：大島優子（AKB48）
- アオイ：河西智美（AKB48）
- ムラサキ：佐藤夏希（AKB48）
- ウスハ：今井優（AKB48）
- ミント：喜多村英梨
- 瞳：池澤春菜

## スタッフ
- 企画・原作 - 秋元康
- 監督・メカデザイン・絵コンテ・美術監督 - 小林誠
- 脚本 - 平野靖士、小林誠
- キャラクターデザイン - 大西雅也
- 作画監督 - 大西雅也、金子誠、増尾昭一
- 演出 - 水野健太郎
- 色彩設計 - 和田秀美、小林誠
- 撮影監督 - 桑良人、小林誠、箭内光一
- 編集 - 布施由美子
- 音楽 - ウォン・イル
- 音響監督 - 鶴岡陽太
- プロデューサー - 澤昌樹、宮本継一、井上博明、千葉博己
- アニメーション制作 - P・P・M
- 制作 - オニロ
- 製作 - E-NET FRONTIER、PROJECT-ICE

## 主題歌
「アイサレルトイウコト」
作詞 - 秋元康 / 作曲 - 山崎燿 / 編曲 - 松浦晃久 / 歌 - ICE from AKB48（小野恵令奈、大島優子、河西智美、佐藤夏希、今井優）
なお、ICE from AKB48としてCD化される事は無かったが、2012年5月にNot yetがリリースしたシングル「西瓜BABY」のType-DにNot yetが歌唱したバージョンが収録されている。

## サブタイトル
1. 一日目：はと-HEART-（2007年5月25日発売、BCBA-2922）
2. 二日目：るる-RULE-（2007年7月27日発売、BCBA-2923）
3. 三日目：あさ-ANSWER-（2007年9月25日発売、BCBA-2924）

## 小説版
『ICE かくて愛は凍りついた』としてノベライズ版が、脚本を担当している平野靖士の著、玲衣のイラストにより富士見ファンタジア文庫より2007年2月に刊行された。ISBN 978-4829118986